# Missbrauchsskandal von Telford
Als Missbrauchsskandal von Telford wird der bandenmäßig organisierte sexuelle Missbrauch von Kindern und Jugendlichen, Kinderprostitution und Menschenhandel von Kindern und Jugendlichen im britischen Telford, West Midlands, bezeichnet.
Der Öffentlichkeit bekannt wurden die Vorfälle insbesondere durch die Recherchen des Daily Mirror. Unterstützt wurden sie von Liz Kelly von der Child and Woman Abuse Studies Unit der London Metropolitan University. Bereits im September 2016 hatte die konservative Abgeordnete für Telford, MP Lucy Allan, Untersuchungen verlangt.
Bis zu 1000 Mädchen sollen von den 1980er bis 2010er Jahren durch britisch-pakistanische Zuhälter zur Prostitution gezwungen worden sein. Das jüngste Opfer war elf Jahre alt. Die Mädchen waren in der Regel weiße Britinnen.
Im Jahr 2000 zündete einer der Zuhälter das Haus der Familie eines der Opfer an, wobei das Missbrauchsopfer, seine Schwester und seine Mutter starben. Die Tat schreckte seither weitere Missbrauchsopfer davon ab sich zu wehren.
In den Akten der Polizei wurden die betroffenen Mädchen als „Prostituierte“ und nicht als Opfer von Missbrauch bezeichnet. Auch Ärzte, die Abtreibungen vornahmen, und Apotheker, die die „Pille danach“ verkauften, schwiegen. Wie bei anderen Missbrauchsskandalen in Großbritannien reagierten die Behörden und Sozialarbeiter nicht, weil sie befürchteten, rassistische Vorurteile zu bedienen. Von 200 Männern unter dem Verdacht, zu den Zuhältern zu gehören, wurden lediglich neun zu Haftstrafen verurteilt.
Der Fall ähnelt den Missbrauchsskandalen von Rotherham und Rochdale.